# Eye Candy
Eye Candy (von englisch eye candy, wörtlich: „Augen-Süßware“, übertragen: „Süßware für die Augen“, „Augenschmaus“ oder „Augenweide“) ist ein fachsprachlicher Begriff der Werbebranche und visueller Gestalter, der eine effektbeladene grafische Aufmachung von ganzen grafischen Produkten oder einzelnen Gestaltungselementen bezeichnet. Im Gegensatz zum Eyecatcher (Blickfang), der sofortige Aufmerksamkeit erregt und Blicke auf sich zieht, dient ein Eye Candy dazu, Blicke länger zu fixieren (als Blickfang im Sinne von „gefangen halten“) und Aufmerksamkeit zeitlich zu binden, um „darauf zu verweilen“.

Einfaches Beispiel für konstruiertes Eye Candy. Merkmale hier: Farbverlauf, Glanzeffekt, 3D-Effekt durch den abgerundeten Glanzeffekt, Hervorhebung durch den Outline-Effekt, Rundungen der Lettern, Schriftschnitt und Schattenwurf

## Hintergrund
Psychologisch betrachtet handelt es sich um visuelle Effekte, die außergewöhnlich sind, da sie im Gegensatz zu den denn bereits gewohnten und unter Umständen noch als schön empfundenen Effekten, mehr Attraktivität ausstrahlen.
Werbung, die latente Bedürfnisse, Wünsche oder Interessen des Beobachters befriedigt, die Wahrnehmung verbessert und das Verweilen dort verlängert, vergrößert die Wahrscheinlichkeit, dass die zu transportierenden Werbeinformationen aufgenommen werden und dies steigert wiederum den Werbewert.

## Gestaltung von Benutzeroberflächen
Der Begriff ist speziell unter GUI-Spezialisten oder IT-Fachkräften mehr verbreitet. Hier bezeichnet er eine Benutzeroberflächen- oder Bedienelementgestaltung, mit besonders ansprechenden bzw. auffälligen Grafiken und/oder Effekten. Allerdings haben sie selten eine Bedeutung für die Bedienung, sondern werden benutzt, damit das Produkt „gut aussieht“. In einigen Fällen ist eine effektbeladene Gestaltung einer effizienten Bedienung sogar hinderlich.

## Film
Beim Film beschreibt Eye Candy ein aufwändiges Produktionsdesign wie reiche, teure Ausstattung und Kostüme, elaborierte Spezialeffekte, den Einsatz attraktiver Schauspieler und komplexe Kameraeinstellungen und -fahrten, wodurch das Produkt erfolgreicher gemacht werden soll.

## Bildbeispiele

Als Gegensatz zum „statisch“ ruhigen Bild links hier eine „bewegte“ GIF-Animation eines Wankelmotors, die einerseits als Eye Catcher wirkt, andererseits als Eye Candy, da der Blick länger darauf verweilen wird, um alle Einzelheiten zu erfassen.

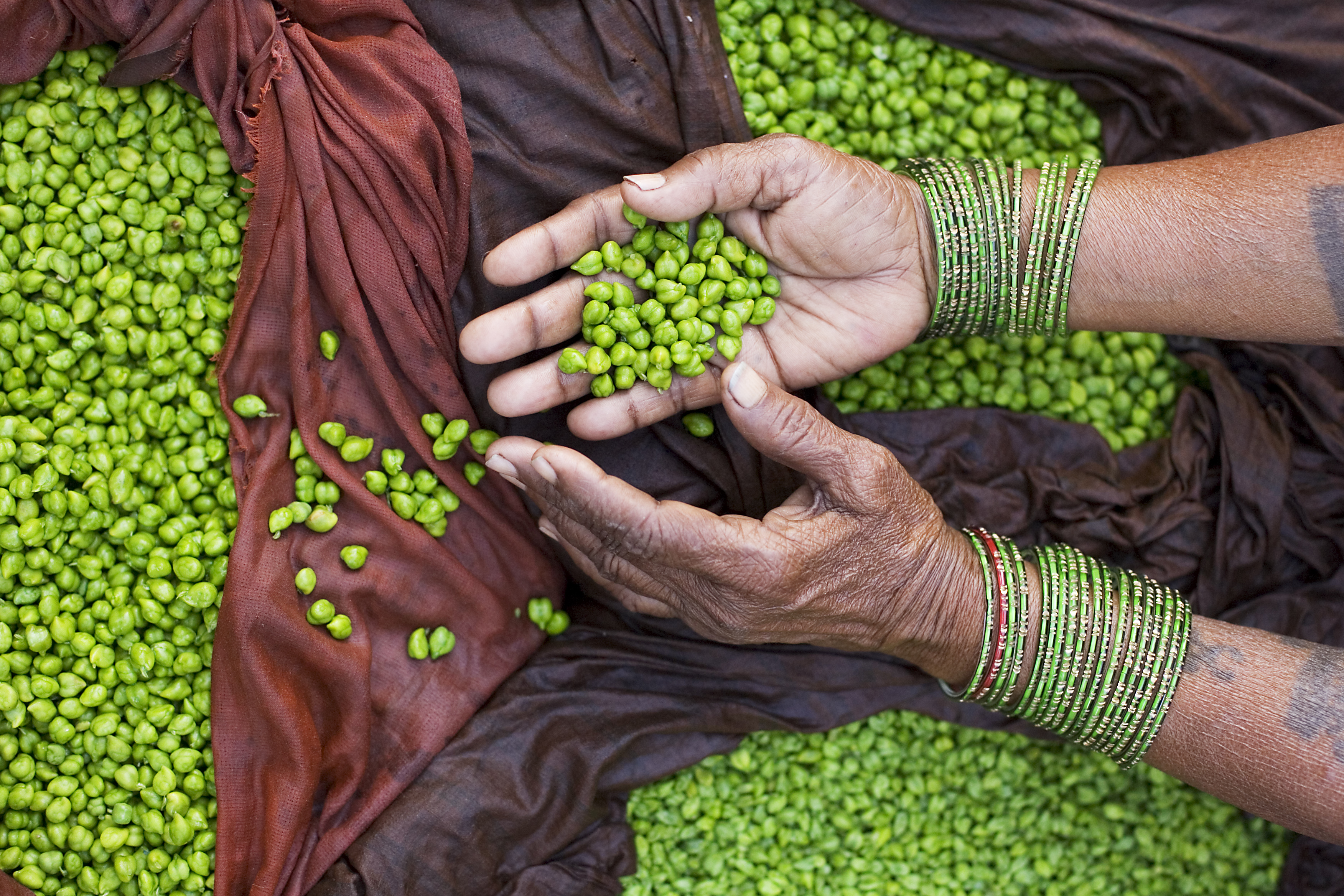
Um alle Details (Armreife, Faltenwurf, Hautfalten, Tätowierungen, Erbsen, Kontrastverhältnis, Bildkomposition, Oberflächentextur) auszumachen und aufzunehmen, muss der Blick hier länger am Bild verweilen.
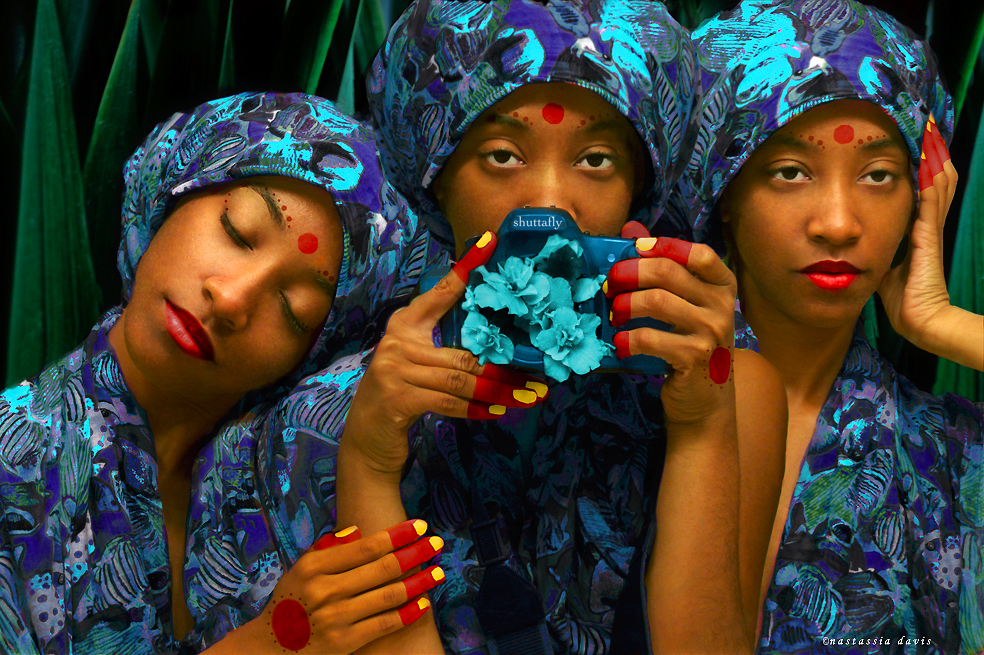
Detailreichtum und Bildkomposition machen dieses Bild zum Eye Candy.
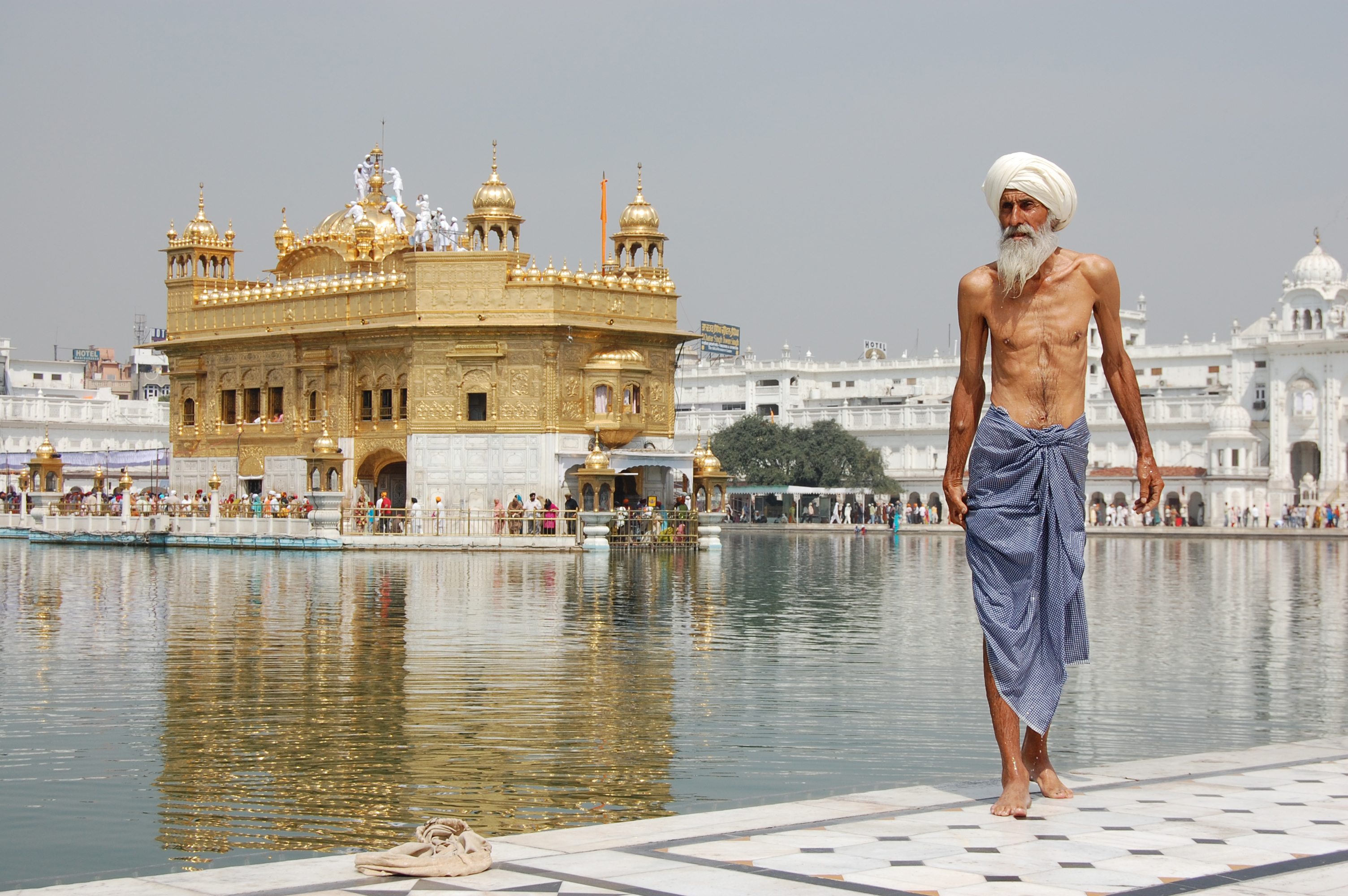
Detailreichtum, Bildkomposition und Ausstrahlung statischer Ruhe lassen den Blick darauf verweilen. Dieses Bild war 2009 Gewinner des Votings bei Wikipedia Commons Picture of the year.